# Poor-Porog
Vodopády Poor-Porog jsou vodopády na kaskádě řeky Suna v Karelské oblasti v Rusku. Před dostavením hráze Paleozjorské vodní elektrárny patřily k nejmohutnějším vodopádům v Rusku i v Evropě.

## Všeobecný popis
Tok řek v Karélii je na většině trasy prudký s četnými peřejemi, kterými voda překonává hradby nánosů, které na povrchu před 7 – 7 500 lety zanechal ustupující ledovec. Řeka Suna, která ústí do Kondopožského zálivu Oněžského jezera však asi 50 km od ústí naráží na hradbu vytvořenou starobylým geologickým útvarem prekambrijského původu, který se nazývá vulkán Girvas. Ve vyvřelých horninách řeka od poslední doby ledové nedokázala vyhloubit koryto pro plynulý průtok a na místě styku s horninami vulkánu vytvořila vodopády, které před výstavbou Sunské kaskády vodních elektráren patřily mezi nejmohutnější v Evropě.
Nejdříve řeka v úzkém korytě překonává překážku patnáctimetrovým vodopádem Girvas a po pěti kilometrech dalším vodopádem Poor-Porog. Zde voda nejdříve vstoupí plochým prahem do rozlehlé říční tůně a následně padá přes 60 m širokou a 1,8 m vysokou stěnu do další rozlehlé propadliny, vyplněné vodou do podoby menšího jezera. Vodopád je rozdělen charakteristickým hranolem centrální skály. Po překonání vodopádů řeka teče 25 km klidně až po hranu 12 m vysokých vodopádů Kivač.
Po vybudování vodního díla u obce Girvas je řečiště po většinu roku suché. Voda se objevuje pouze během povodní, pravidelně na začátku května při tání sněhu. Přirozený průtok řeky Suna v místech vodopádů Poor-Porog byl 60 m3/s. Pro případ stoleté vody je počítáno s použitím původního řečiště jako odvodného kanálu o propustnosti 600 m3/s.

## Historie návštěvnosti

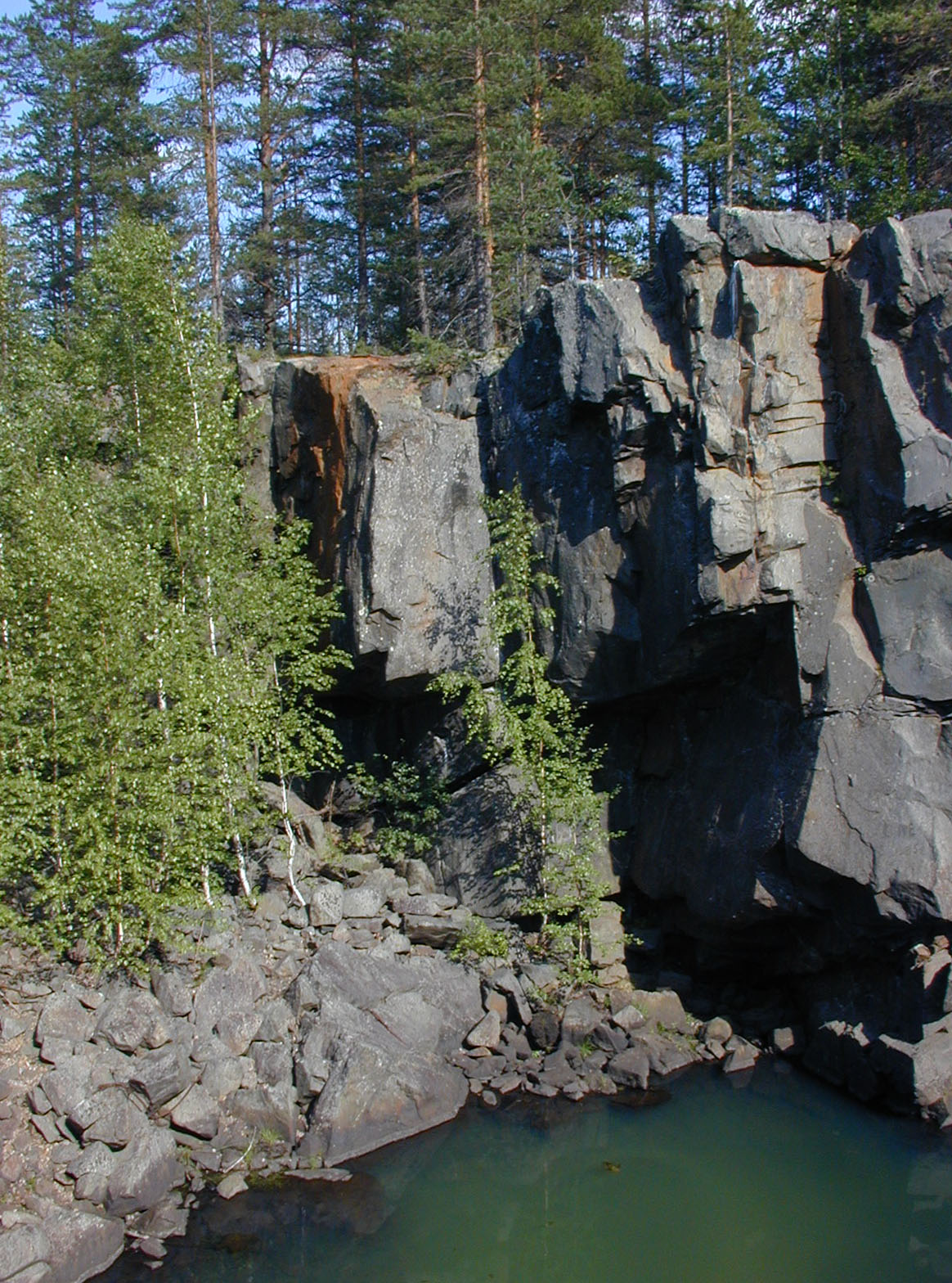
Centrální skála v létě 2016

Vodopád Kivač, ze všech karelských vodopádů nejbližší Petrohradu, byl opěvován významnými básníky již v 18. století. V roce 1868 navštívil Kivačské vodopády sám car Alexandr II. Nikolajevič a nechal na břehu vybudovat altán a nad vodopády most. Díky Kivačským vodopádům se ke břehům řeky Suna vypravilo mnoho návštěvníků. Ti většinou svou cestu zakončili u Kivače, mnozí však údolí procestovali až k vodopádům Poor-Porog a Girvas. Mezi nejvýznamnější návštěvníky patřil autor unikátní metody barevné fotografie ze začátku 20. století Sergej Prokudin-Gorskij a slavný realistický malíř lesních scén Ivan Ivanovič Šiškin.  Do doby budování vodního díla nad vodopády se náročnost na cestu k vodopádům Poor-Porog či vodopádům Girvas nijak nelišila. Vzhledem k šířce a výšce byl více navštěvován vodopád Poor-Porog. Relativně klidná hladina jezera pod vodopády umožňovala výpravu výletních lodí k centrální skále podobně jako je tomu dodnes pod Rýnskými vodopády. V takové atmosféře vodopády zachytil i Ivan Šiškin na perokresbě z roku 1882.
Během výstavby vodního díla byla podél návodné hráze vybudována silnice, a tak se vodopády Girvas staly výrazně dostupnějšími. Zvláště za situace, kdy se voda v původním korytu ocitá po krátkou dobu, je hlavním cílem návštěv dostupnější vodopád. Přesto se významné množství turistů dostává i ke břehům Poor-Porogu. Návštěvu vodopádů často spojují s návštěvou přes tři kilometry dlouhého betonového reliktu z období Studené války, strategického letiště Girvas, které, schované v hlubokých lesích, směřuje podél řeky Suna.